# 愛是自私
《愛是自私》（日语： Egoisuto）是一部在2023年上映的日本電影。本片改編自高山真的同名小說，由松永大司執導，鈴木亮平與宮澤冰魚等人主演。故事講述一名男性壓抑性向，用名牌與虛榮來武裝自己，直到遇見認真生活的另一名男子，才令他卸下面具。本片於2022年10月27日在東京國際電影節全球首映，2023年2月10日在日本正式上映。

## 劇情
齊藤浩輔14歲（和田庵飾演）時便失去母親（中村優子飾演），且因性別氣質有別，而在保守的家鄉遭受同儕歧視，於是壓抑著對同性的慾望。成年後，浩輔（鈴木亮平飾演）任職於東京的時尚雜誌社，用名牌等行頭來武裝自己，並過著逍遙、虛榮的生活。經朋友介紹，浩輔成為私人健身教練中村龍太（宮澤冰魚飾演）的學員。龍太的父親因外遇而離家，母親妙子（阿川佐和子飾演）又患病，龍太不得已從高中輟學，開始賺錢養家，時至今日。浩輔被龍太的純真所打動，兩人墜入愛河。當兩人的感情越加深刻，龍太卻提出分手的請求，並坦承自己是個性工作者。
龍太為了養家糊口，為男性客戶提供性服務。思念龍太的浩輔，終於找到龍太任職的公司，於是預約了龍太。浩輔深愛龍太，表示願意包養龍太，令龍太聲淚俱下。即便有浩輔的資助，龍太仍在早上從事搬運工作，晚上則在餐廳當洗碗工。生活雖然艱辛，但龍太不必再向母親隱瞞工作內容。龍太將浩輔介紹給妙子，妙子也察覺到兩人的關係。妙子的健康每況愈下，浩輔決定買車給龍太，讓龍太能夠載著妙子作為代步工具。
浩輔和龍太約定，要開車去海邊兜風，但龍太卻失約。浩輔從妙子口中，得知龍太猝死的事實，令他既悲痛又自責。浩輔決定繼續資助妙子，即便妙子對此感到難為情。浩輔經常拜訪妙子，協助她打理家務，兩人的關係也越加親近。浩輔的經濟入不敷出，而邀請妙子和他同住，但妙子認為自己已受到過多的恩惠，便婉拒了浩輔。妙子罹患第四期胰臟癌而入院治療，並視浩輔為兒子。浩輔難過不已，而經常陪伴來日不多的妙子。

## 製作

### 劇本與拍攝
《愛是自私》改編自已故作家高山真的同名自傳小說。製作人明石直弓和編劇狗飼恭子在完成劇本雛形後，邀請松永大司執導。製作人向松永推薦原著小說，松永剛好也對同志主題有興趣。雖然松永拍攝導演處女作《碧悠畢露》時，便認識了同志，但他不想受到自身的價值觀影響，於是從頭開始取材，和明石、狗飼針對高山的友人、性工作者進行田調，並在撰寫劇本時，增添一些新元素。原作中有許多獨白，但松永並沒有採納，而是試想如何在沒有對白的情況下，描繪人類的感情變化，傳達出與原作相同的內容。松永認為片名看似具有負面意涵，但希望觀眾在觀賞電影後，能夠思考利己是否全然是壞事。
演員出身的松永，為了反映出真實、原始的情感，活用了拍攝紀錄片與劇情片的經驗。雖然在開拍前會進行排練，並個別給予演員寫有任務的便條，但在演員理解所要傳達的內容後，便隨演員自由發揮，使他們無法預料彼此，得以呈現真實的反應。因此，全片約有四分之一的場景，是不在劇本裡的即興演出。
松永想拍攝的是人的臉和情感，他參考了達頓兄弟的電影《兒子》，讓池田直矢手持攝影。池田從排練階段就開始拍攝，並採用一鏡到底的方式，捕捉自然的距離和反應，使演員不必顧慮鏡位，並增加臨場感與沉浸感。拍攝過程中，松永也會盡可能地減少在場的工作人員，以避免影響到演員的演出
宮田廉（ミヤタ廉）是鈴木亮平的髮型師，他受到鈴木的推薦，而閱讀了原著小說，並以鈴木髮型師的身份加入劇組，也適時協助鈴木揣摩同志角色。宮田廉介紹了幾位田調對象給松永，松永便建議明石將宮田廉列為顧問，成為本片的「LGBTQ+包容導演」。從劇本階段開始，宮田廉就性少數的描繪給予協助，並在片場調整同志角色的言行舉止。Seigo是松永針對男男性行為的田調對象，松永後來建議製片邀請他作為「親密行為編排員」，於片場監督性愛與親密行為的動作拍攝。親密行為編排員與親密行為協調員不同，前者只負責編排親密戲的動作和走位。

### 選角與詮釋

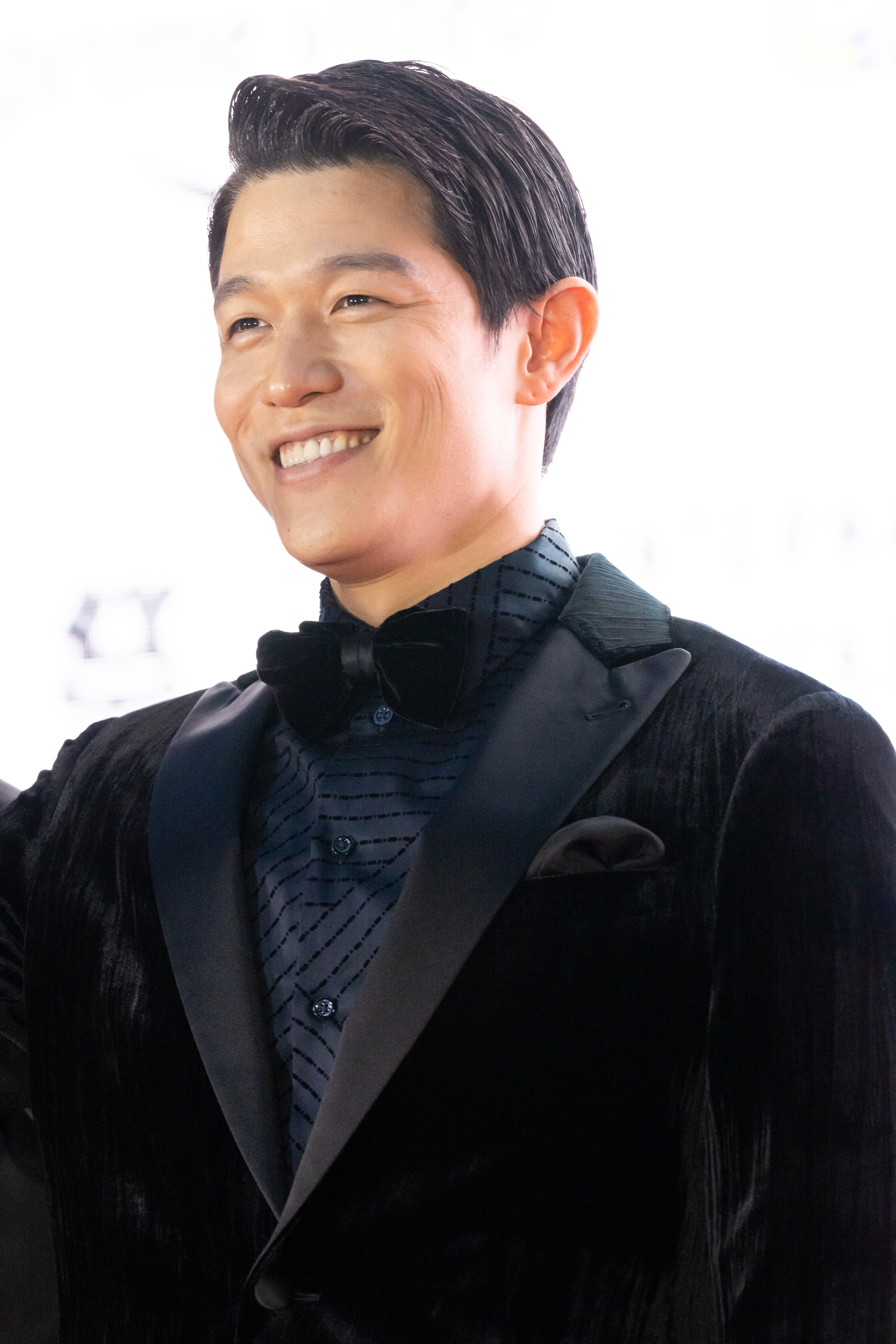
鈴木亮平出席東京國際電影節

松永和鈴木亮平在出道前即是朋友，但松永在選角時，很看重演員是否具備角色所需的要素。明石推薦由鈴木扮演浩輔，松永起初認為鈴木壯碩的形象和角色不太相符，但想起鈴木也有柔軟的一面後，便接受提議。松永不希望兩名主演在外型、身高等外觀上，存在等級之分，而是想透過場景塑造意境，呈現角色在個性和經濟上的差距。因此，考量演員和角色的契合度與平衡性，松永和製作人商量後，認為宮澤冰魚雖和鈴木擁有不同的特質，但身高差距不大，也擁有角色所散發出的氣質，於是向宮澤提出演出邀約。
松永在2019年第32屆東京國際電影節上，向鈴木提案。鈴木起初以為故事是在描述自私的壞人，結果是個探究愛與自私以及救贖的故事，且他也對描繪同性伴侶的主題感興趣。鈴木認為自己和高山存在許多共通點，比如高山在小說中，以客觀的角度省視自己，令身為演員的他身有所感，兩人又碰巧畢業於同校同系。但鈴木擔心若錯誤詮釋同性戀，會散播偏見和刻板印象，因此起初很猶豫是否該接下演出。
宮田廉（ミヤタ廉）與Seigo的參與，以及由和高山相識的變裝皇后榴槤·露露布麗姬妲飾演主角友人的情況下，緩解了鈴木的不安感。宮田廉在開拍前，介紹了許多同志朋友供鈴木參考。鈴木事前了解浩輔此角色在同志圈中的屬性、現今社會的狀況、LGBTQ+整體的基本資訊，並訪問同性戀者，再經宮田廉的確認，才進行表演。據高山友人所述，高山是個偏向男大姐的同志。鈴木在詮釋時，希望能夠消除對同志舉止的刻板印象，但也擔心失去真實性。
由於高山已於2020年逝世，鈴木為了對角色產生共鳴，而拜訪了高山的父母、親友以及認識他的人們，從中了解高山的為人，也研究了雜誌社編輯的工作。雖然原作是自傳體的小說，但由於部分是虛構的，所以浩輔並不完全是高山，且浩輔和高山的性格，以及每個人眼中的高山，也都有些所差異。因此，鈴木不想只是模仿高山，而是融合自己的經驗，創造角色獨有的個性，期望觀眾能產生共鳴。浩輔是個渴望被愛的人，但鈴木不想把浩輔塑造成一個單純的「好人」，並嘗試表現出角色的冷漠、刻薄等面向，使角色更顯複雜、真實。
身為異性戀的鈴木，認為日本少數族群的聲量不如歐美國家，因此期望能透過本片，讓社會有更多的討論，思想也能隨之往前邁進，並增加酷兒電影的數量，為性少數演員鋪路。

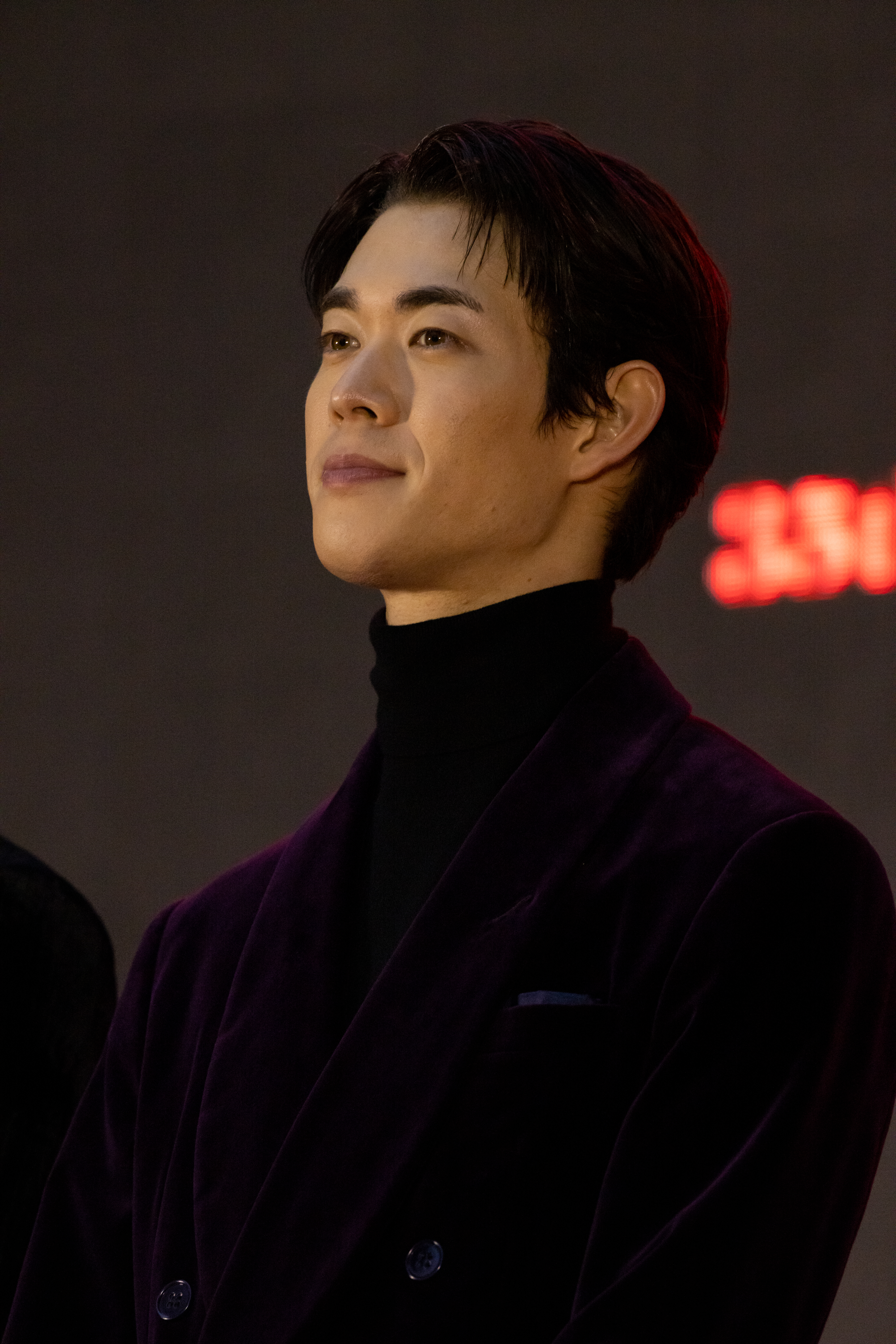
宮澤冰魚出席東京國際電影節

宮澤冰魚閱讀劇本和原著後，認為這是個探討何謂愛情與生活的美麗故事。演出時，宮澤經常思考何謂自私，並體認到愛的形式是無限的，自私也未必是全然錯誤的。宮澤所扮演的龍太，拼命地生活，卻總是為他人著想，雖然率真卻也很笨拙，是宮澤在這世上見過最純粹的人。宮澤身為混血兒，能夠體會龍太總是迎合別人的心境，使得他越是揣摩其心境，越感到痛苦。
宮澤從5歲開始就有個同志朋友，在拍攝時，是透過朋友的協助來扮演同志。但拍攝本片時，宮澤只是和朋友如常地相處，並將這份感受和氛圍，投注到表演中。宮澤認為龍太被浩輔吸引的理由，是浩輔擁有了龍太所渴望的事物，而兩名角色也是透過日常的相處去了解對方，且每個人都有自己的想法和感受。因此，他和鈴木沒有進行表演上的討論，而是在演出當下給予真實的反饋。鈴木認為宮澤和龍太非常相像，並透過不經意的日常對談，來堆積情感，自然而然地拉近彼此的距離，建立放鬆又令人安心的共演關係。
由於龍太的角色設定是一名私人教練，宮澤花了一個半月的時間，觀察教練的習慣、言行、學習塑身與教學，並進行一週兩次、每次約一小時半的訓練。
最難選角的是龍太的母親妙子，劇組最終邀請以小說家與散文家身份活躍的阿川佐和子飾演。由於演出經驗不多，阿川有些擔憂，但導演會以適合她的方式，給予演出建議。雖然必須準確地講述台詞，但導演以「身為母親的感覺」，引導阿川進入角色情緒。導演描繪妙子是個「堅強的女性」，因此阿川在扮演妙子時，語氣不能過於虛弱。

## 演員與角色
- 鈴木亮平（少年：和田庵） 飾演 齊藤浩輔
- 宮澤冰魚 飾演 中村龍太
- 中村優子 飾演 齊藤靜子
- 榴槤·露露布麗姬妲 飾演 浩輔的朋友
- 柄本明 飾演 齊藤義夫
- 阿川佐和子 飾演 中村妙子

## 發行與評價
《愛是自私》入選第35屆東京國際電影節競賽單元，於2022年10月27日舉行世界首映。本片於2023年2月10日在日本公映，上映首週進榜日本國內票房第10名。鈴木亮平與宮澤冰魚入圍第16屆亞洲電影大獎，最終由宮澤贏得最佳男配角。
香港國際電影節入選本片，於2023年4月2日進行國際首映。臺灣由天馬行空代理，於2023年4月20日舉辦特別場放映，4月21日正式上映。
《日本時報》的馬克·席林給予本片4顆星（滿分5顆星），他認為同志電影經常帶有「同性戀的關係，總是圍繞著膚淺性行為」的淺台詞。但《愛是自私》在主角經歷分手的轉折後，透過松永大司動人又熟稔的執導手法，以及鈴木亮平以原始又直接的表演詮釋浩輔的苦痛，翻轉了電影前段的色情橋段。席林認可總是扮演陽剛男性的鈴木，於本片跨出舒適圈，也使角色更加完整、更顯人性。
| 獎項             | 日期           | 獎項             | 入圍者             | 結果 | 參                   |
| ---------------- | -------------- | ---------------- | ------------------ | ---- | -------------------- |
| 東京國際電影節   | 2022年11月2日  | 競賽部門         | 《愛是自私》       | 提名 | [ 29 ]               |
| 亞洲電影大獎     | 2023年3月12日  | 最佳男主角       | 鈴木亮平           | 提名 | [ 36 ] [ 37 ] [ 38 ] |
| 亞洲電影大獎     | 2023年3月12日  | 最佳男配角       | 宮澤冰魚           | 獲獎 | [ 36 ] [ 37 ] [ 38 ] |
| 亞洲電影大獎     | 2023年3月12日  | 最佳造型設計     | 篠塚奈美           | 提名 | [ 36 ] [ 37 ] [ 38 ] |
| 远东电影节       | 2023年4月30日  | 最佳劇本桑獎     | 松永大司、狗飼恭子 | 提名 | [ 39 ] [ 40 ]        |
| 紐約亞洲影展     | 2023年6月30日  | 新星獎           | 鈴木亮平           | 獲獎 | [ 41 ] [ 42 ]        |
| 報知電影獎       | 2023年12月11日 | 作品賞·國片      | 《愛是自私》       | 提名 | [ 43 ]               |
| 報知電影獎       | 2023年12月11日 | 導演賞           | 松永大司           | 提名 | [ 43 ]               |
| 報知電影獎       | 2023年12月11日 | 男主角賞         | 鈴木亮平           | 提名 | [ 43 ]               |
| 報知電影獎       | 2023年12月11日 | 男配角賞         | 宮澤冰魚           | 提名 | [ 43 ]               |
| 日刊體育電影大獎 | 2023年12月27日 | 導演賞           | 松永大司           | 提名 | [ 44 ] [ 45 ] [ 46 ] |
| 日刊體育電影大獎 | 2023年12月27日 | 男主角賞         | 鈴木亮平           | 獲獎 | [ 44 ] [ 45 ] [ 46 ] |
| 日刊體育電影大獎 | 2023年12月27日 | 男配角賞         | 宮澤冰魚           | 提名 | [ 44 ] [ 45 ] [ 46 ] |
| 日刊體育電影大獎 | 2023年12月27日 | 女配角賞         | 阿川佐和子         | 提名 | [ 44 ] [ 45 ] [ 46 ] |
| 日刊體育電影大獎 | 2023年12月27日 | 石原裕次郎新人賞 | 宮澤冰魚           | 獲獎 | [ 44 ] [ 45 ] [ 46 ] |
| 橫濱電影節       | 2024年2月4日   | 男主角賞         | 鈴木亮平           | 獲獎 | [ 47 ]               |
| 藍絲帶獎         | 2024年2月8日   | 作品賞           | 《愛是自私》       | 提名 | [ 48 ]               |
| 藍絲帶獎         | 2024年2月8日   | 導演賞           | 松永大司           | 提名 | [ 48 ]               |
| 藍絲帶獎         | 2024年2月8日   | 男主角賞         | 鈴木亮平           | 提名 | [ 48 ]               |
| 藍絲帶獎         | 2024年2月8日   | 男配角賞         | 宮澤冰魚           | 提名 | [ 48 ]               |
| 藍絲帶獎         | 2024年2月8日   | 女配角賞         | 阿川佐和子         | 提名 | [ 48 ]               |
| 每日電影獎       | 2024年2月14日  | 男主角賞         | 鈴木亮平           | 獲獎 | [ 49 ] [ 50 ]        |
| 每日電影獎       | 2024年2月14日  | 男配角賞         | 宮澤冰魚           | 獲獎 | [ 49 ] [ 50 ]        |
| 日本電影學院獎   | 2024年3月8日   | 優秀男主角賞     | 鈴木亮平           | 獲獎 | [ 51 ]               |

## 外部連結
- 官方网站（日語）
- 互联网电影数据库（IMDb）上《愛是自私》的资料（英文）
- 愛是自私 - allcinema
- Yahoo奇摩電影上《愛是自私》的資料（繁體中文）